# Pla de màrqueting
El pla de màrqueting és un document escrit en què sistemàticament i estructuradament, amb les anàlisis i estudis previs de la situació de l'organització, es defineixen els objectius que es volen aconseguir en un període determinat i es detallen les estratègies i accions que calen per aconseguir els objectius en el termini previst. El pla de màrqueting és una guia detallada de la gestió de totes les activitats de màrqueting d'una organització en un període establert.
Hi ha diferents tipus de plans de màrqueting: pla de màrqueting general, pla de màrqueting estratègic, pla de màrqueting per productes, pla de màrqueting per mercats.

## Característiques del pla de màrqueting
El pla de màrqueting facilita un coneixement ampli i amb l'estudi previ del mercat dota d'objectivitat la presa de decisions comercials. Si l'empresa disposa de plans estratègics, el pla de màrqueting esdevé un element que enllaça la planificació corporativa amb el programa de vendes del pla de gestió anual.
Els punts fonamentals que identifiquen les característiques que ha de tenir el pla de màrqueting són els següents:
- Es tracta d'un document escrit, és a dir té un suport material que recull els continguts des d'un punt de vista formal, per la seva presentació, anàlisi, aprovació i aplicació.[3]
- Té un contingut sistematitzat i estructurat:
  - Cal realitzar anàlisis i estudis per descriure la situació dinàmica del mercat i deduir les oportunitats i dificultats que es puguin presentar a l'empresa, així com les fortaleses i debilitats tant de la pròpia empresa com de la competència.
  - Indica els objectius de màrqueting que es fixa l'empresa, és a dir tot allò que fa referència al procés de planificació del producte o servei i factors que n'afavoreixen la penetració i consolidació en un mercat, per un determinat tipus de temps i tenint en compte el punt de vista qualitatiu i quantitatiu.
  - Estratègies competitives aplicables per aconseguir els objectius del pla, basades en les quatre eines del màrqueting: producte, preu, distribució i comunicació.
  - Plans d'acció que estiguin d'acord amb l'estratègia triada. La implantació de l'estratègia suposa disseny d'accions específiques detallades.
  - Trasllada els objectius i plans d'acció en costos i resultats. Existència d'un compte d'explotació previsional amb els ingressos i despeses programades i el benefici o marge de contribució previst.
- Defineix els camps de responsabilitat i estableix procediments de control. Implica per tant una quantificació prèvia dels objectius que s'han d'assolir, informació, comparació i justificació de les possibles desviacions observades i establiment de mesures correctores.

## Estructura i continguts del pla de màrqueting
El pla de màrqueting és un procés que es pot identificar amb tres fases bàsiques: planificació, desenvolupament i control. En la primera fase, la de planificació, la direcció avalua la situació actual i determina els objectius estratègics. En la fase de desenvolupament es concreta quin serà el mercat objectiu i com s'utilitzarà el màrqueting mix per proporcionar un valor adequat als consumidors. En la fase de control la direcció quantifica un pressupost i avalua posteriorment els resultats de màrqueting obtinguts i estableix àrees de millora.
Cal no confondre les estratègies de màrqueting amb els programes de màrqueting. En definitiva el pla de màrqueting concreta l'estratègia de màrqueting en accions específiques de producte, preu, distribució i comunicació, concretant quan tindran lloc aquestes accions, qui les posarà en marxa i quant costaran.
El pla de màrqueting acostuma està encapçalat per un resum executiu que presenta una visió general i resumida dels continguts del pla i expressa la contribució dels objectius de l'àrea de màrqueting a la missió, visió i estratègia global de l'empresa.

### Anàlisi de la situació
Per l'anàlisi de la situació cal una recopilació d'informació àmplia i rigurosa, que servirà de base per poder establir un posterior diagnòstic. Es divideix l'etapa d'anàlisi en anàlisi intern, el que se centra en la pròpia organització i anàlisi extern, el que es refereix a l'exterior de l'empresa.

#### Anàlisi interna
A nivell global de l'organització, seran objecte d'anàlisi els elements interns, aprofundint en els recursos i capacitats que disposa l'empresa, estratègies prèvies, situació del producte i la marca, relació amb els proveïdors i vincles amb els distribuidors.

#### Anàlisi externa
En el context d'un pla de màrqueting caldrà fer un repàs al quadre macroeconòmic de l'àmbit i entorn del mercat, amb les dades d'evolució del PIB, consum privat, inversió, així com de l'entorn tecnològic, polític, legal i social.
Per conèixer el sector, caldrà tenir coneixement del grau de competitivitat, amb les característiques, estratègies dels competidors per segments i participacions en el mercat; barreres competitives i fonts d'avantatge competitiu potencial.
Altre vector per analitzar a nivell extern és la naturalesa del mercat, amb la situació i evolució dels segments de clients potencials, les seves necessitats, dimensions qualificatives amb la finalitat d'identificar segments específics.

Esquema d'una anàlisi DAFO

L'estudi haurà de permetre obtenir una diagnosi amb els factors clau de la situació de l'empresa expressada en forma d'anàlisi DAFO (debilitats, amenaces, fortaleses i oportunitat)
De l'anàlisi de la situació interna (empresa) identificarem les fortaleses o punts forts, que són els factors interns propis que poden afavorir el compliment dels objectius, com poden ser proximitat al client, experiència en un negoci, servei personalitzat que pot prestar l'empresa. Per contra es considera debilitats o punts dèbils els factors interns que poden perjudicar els objectius, com pot ser no disposar d'una àmplia gamma de productes o bé unes instal·lacions limitades.
A partir de l'analisi de la situació externa (mercat) es determinen les oportunitats, factors externs a la propia empresa i, per tant, no controlables, que poden afavorir l'assoliment dels objectius, com podrien ser aprofitar que l'empresa tingui una localització pròxima a una àrea residencial de nova creació, fet que pot suposar una barrera d'entrada a nous competidors en una primera fase. D'altra banda, es consideren amenaces els factors extern que poden perjudicar els objectius previstos, com podria ser l'adveniment d'una crisi econòmica, que provocaria un entorn desfavorable sobre la demanda i el finançament.

### Objectius, estratègies i recursos
El pla de màrqueting ve determinat per la missió de l'empresa, referida com a necessitats que es proposa satisfer amb la seva oferta, i a més suggereix l'avantatge competitiu sostenible buscat, determinats per la visió, que respon a la forma com s'espera aconseguir els objectius generals del negoci.
L'empresa ha de tenir dissenyat un bon coneixement qualitatiu de les seves forces i debilitats, oportunitats i amenaces, dels seus objectius, que li permeti als seus directius prendre les oportunes decisions estratègiques de màrqueting a mig i llarg termini, perque es puguin posar en pràctica els plans d'acció oportuns.
A nivell pràctic, en els termes de màrqueting, una decisió estratègica que s'hauria d'adoptar en l'etapa d'objectius de màrqueting suposa si s'opta per més rentabilitat o més participació en el mercat i si per aconseguir-ho traurà nous productes o es decideix apertura a nous mercats, o es diversifica amb nous segments de mercat.

### Diferenciació i posicionament
Per desenvolupar aquesta fase del pla de màrqueting es segmenta el mercat, per conèixer els grups de consumidors i potencial de creixement. A partir d'aquesta informació es podrà determinar el mercat objectiu, a quins segments es dirigirà l'empresa. Cada segment està integrat per consumidors amb característiques, necessitats o desitjos similars. Per exemple, una marca d'automòbil orienta cadascun dels seus models a un segment del mercat específic. Es consideren tant aspectes demogràfics (joves primer vehicle, parelles, famílies amb nens), ús que li donen al vehicle (diari, esporàdic, segon vehicle, cap de setmana, vacances), atributs que valoren especialment (potència, capacitat, confort, versatilitat). Fins i tot, dins un mateix grup automobilístic hi poden haver diferents marques que vagin dirigides a diferents segments per poder adquisitiu o estil de vida.
Una vegada decidit el segment o segments als quals es dirigirà el màrqueting empresarial cal determinar el posicionament que els consumidors assignaran al producte, en relació als de la competència perque es formi una idea clara i diferenciada de la proposta de valor.

### Estratègia de màrqueting
Es centra en les estratègies de la mescla del màrqueting (màrqueting mix), les eines que en el concepte clàssic de McCarthy utilitza l'empresa per implantar les estratègies de màrqueting, que són estratègies de producte, preu, comercialització i comunicació. Autors com Kotler adopten una perspectiva més amplia i integrada del màrqueting, introdueixen una actualització a les quatre variables: persones, processos, programes i performance. La variable persones reflexa parcialment el màrqueting intern i també als consumidors, per entendre millor el que busquen o com consumeixen productes i serveis. Els processos reflecteixen la creativitat i disciplina de la direcció de màrqueting, generació d'idees, innovació. El concepte de programes abarca les antigues quatre 'P' (producte, preu, comercialització i comunicació, en les seves inicials en anglès) i altres activitats que anteriorment no encaixaven, tant online com offline. El concepte de performance captura les mesures de resultats que tenen implicacions financeres i no financeres (rentabilitat, capital de marca i clients), així com les responsabilitats socials, legals, étiques i comunitàries.

### Programa de màrqueting
S'especifiquen les accions de màrqueting concretes que s'hauran de posar a la pràctica, amb definició de la temporalització, responsables d'execució i els costos.

### Pressupost i avaluació de resultats
Caldrà recollir els resultats econòmics i financers que s'esperen obtenir quan es porten a la pràctica les accions previstes. Aquesta informació es recull en un pressupost d'ingressos i despeses per al període acotat en el pla de màrqueting.
Un concepte a tenir en compte és la creació de valor respecte els consumidors, construint relacions mútuament beneficioses es genera un impacte econòmic financer i es mesura en el concepte de valor de capital del client (customer equity), permet avaluar l'efectivitat del màrqueting mix. Els indicadors poden ser diversos, mesurant la inversió que l'empresa ha de fer per guanyar un nou client, el valor que el client aporta a l'empresa al llarg de la seva relació o participació del consumidor en productes complementaris.
L'avaluació de resultats obtinguts en implementar el màrqueting, es concretarà en anàlisi de vendes, quota de mercat i beneficis. Eficàcia de les campanyes publicitàries, rendibilitat del producte, avaluació satisfacció del client, valor capital i temps de vida del client.
La comparació dels resultats previstos en el pressupost amb els obtinguts realment permetrà obtenir desviacions i diagnosticar si s'assoleixen els objectius. Els responsables del seguiment i control del pla de màrqueting hauran de disposar els mecanismes correctors adients.
El retorn de la inversió en màrqueting (ROI de màrqueting) és un indicador clau per mesurar els resultats del pla de màrqueting. La seva expressió és la proporció que representen els beneficis generats per iniciatives de màrqueting sobre la inversió total que han suposat aquestes iniciatives.
Retorn de la inversió en màrqueting (%) (ROI de màrqueting)
{\displaystyle {\frac {\mbox{Beneficis nets generats x100}}{\mbox{Inversió en màrqueting}}}}